# Sismondia
Sismondia is een geslacht van uitgestorven zee-egels uit de familie Laganidae. Vertegenwoordigers van dit geslacht zijn slechts als fossiel bekend.

## Soorten
- Sismondia barabirensis Lambert, 1932 †
- Sismondia convexa Nisiyama, 1937 †
- Sismondia crustula Hawkins, 1927 †
- Sismondia javana †
- Sismondia naganoensis Morishita, 1953 †